# Martín Luis Guzmán Rendón
Martín Luis Guzmán Rendón (1853 -1910) fue un militar mexicano, nacido en Mérida, Yucatán y fallecido en Chihuahua. Fue subdirector de la Escuela Naval Militar de 1899 a 1901. Fue también subdirector del Colegio Militar. Participó en las campañas contra los indígenas mayas en Yucatán, al fin de la guerra de Castas, y contra los yaquis. Sirvió en las guarniciones de Chihuahua, Hidalgo del Parral y Querétaro. Fue padre del escritor, periodista y  diplomático Martín Luis Guzmán Franco.

## Datos biográficos
Nació en Yucatán pero desde joven se trasladó a la capital del país y, más tarde, al norte de México, viviendo con su familia en Chihuahua, donde contrajo matrimonio con Carmen Franco, con quien procreó cuatro hijos, uno de ellos el periodista y escritor, autor de La sombra del caudillo, su homónimo, Martín Luis Guzmán.
Hizo sus estudios en el Colegio Militar de la Ciudad de México. En 1875 se le otorgó el grado de subteniente. Más tarde, ya con el grado de teniente coronel, se desempeñó como subdirector del Colegio Militar. En 1910, cuando se encontraba en Chihuahua, recibió instrucciones de perseguir a los maderistas. El 18 de diciembre de ese año en el cumplimiento de la misión que tenía, participó en una acción militar en el cañón de Mal Paso, donde resultó herido. Fue trasladado a la ciudad de Chihuahua, falleciendo como consecuencia de las heridas que recibió.